# Aphroceras caminus
Aphroceras caminus är en svampdjursart. Aphroceras caminus ingår i släktet Aphroceras och familjen Grantiidae. Inga underarter finns listade i Catalogue of Life.